# Photokinema
Le Photokinema (quelquefois appelé Photo-Kinema) est l’un des nombreux systèmes cinématographiques d'enregistrement du son sur disque proposés dans les années 1920, mis au point par Orlando Kellum, principalement destiné à des films courts, et peu employé. 
Son utilisation la plus célèbre est due au réalisateur D. W. Griffith pour son film La Rue des rêves (Dream Street), réalisé en 1921. Griffith tourne ce film auparavant prévu comme ne devant pas comporter de  son sur disque, auquel il ajoute après montage deux scènes sonorisées par ce procédé, qu’il destine à la seule première projection à New York. Les courtes scènes sonores comprennent une chanson de Ralph Graves et un brouhaha de foule dans une salle de jeu.